# John Forster (juge)
John Forster (1668 - 2 juillet 1720) est un avocat et homme politique irlandais.

## Biographie
Il est né à Dublin, fils de Richard Forster et de sa femme Anne Webber. Son père siège à la Chambre des communes irlandaise pour Swords et vient d'une famille de longue date associée au monde des affaires de Dublin.
Il est enregistreur à Dublin de 1701 à 1714 et représente la ville de Dublin à la Chambre des communes irlandaise de 1703 à 1715. Il est solliciteur général de l'Irlande en 1709 et procureur général de l'Irlande de décembre 1709 à 1711, avant d'être nommé juge en chef des plaids communs irlandais le 20 septembre 1714 .
En 1713, il participe aux élections législatives irlandaises, très disputées, et sa circonscription est le théâtre des émeutes électorales à Dublin.
Elrington Ball décrit Forster comme "un avocat solide et un orateur impressionnant", mais manquant de jugement politique . Comme Alan Brodrick (1er vicomte Midleton), son mentor, il est têtu et colérique. Son mandat d'enregistreur à Dublin est le théâtre d'un conflit majeur entre les échevins de Dublin et le Conseil privé. Forster est entièrement du côté des échevins et pour cela, il est violemment attaqué par Jonathan Swift et d'autres critiques. Ces attaques ont sans aucun doute eu des conséquences néfastes, et on pense qu'il a échangé ce poste d'enregisteur contre celui de juge en chef, car ce dernier poste serait moins coûteux.

## Famille
Il épouse en premier lieu Rebecca Monck, fille de Henry Monck de St Stephen's Green, Dublin et de son épouse Sarah, fille et héritière de Sir Thomas Stanley de Grangegorman, dont il a au moins trois enfants, Richard, Anne et Elizabeth.
Il se remarie Dorothy Evans, fille de George Evans et Mary Eyre, et sœur de George Evans (1er baron Carbery). Ils ont une fille, Dorothy.
Son fils Richard épouse Elizabeth Geering en 1721 et meurt en 1738. Sa fille Anne épouse le célèbre philosophe George Berkeley, évêque de Cloyne ; sa sœur Elizabeth épouse le révérend Robert Spence et la plus jeune des enfants, Dorothy, épouse Thomas Burton.
Il est décédé des suites d'un accident vasculaire cérébral chez lui, Clonshagh, Santry.